# Falk Boden
Falk Boden (nascido em 20 de janeiro de 1960) é um ex-ciclista alemão que competiu no ciclismo nos Jogos Olímpicos de Verão de 1980 em Moscou, onde ganhou a medalha de prata no contrarrelógio por equipes.